# Università Cattolica d'America
L'Università Cattolica d'America (in inglese: The Catholic University of America, CUA), è un'università privata di Washington, negli Stati Uniti d'America. È un'università pontificia ed è la sola istruzione superiore fondata dall'episcopato statunitense. Fondata nel 1887 come centro di istruzione per graduate e di ricerca dopo l'approvazione di papa Leone XIII data la domenica di Pasqua, l'università cominciò ad offrire corsi di undergraduate nel 1904.
Il campus dell'università si trova nel quartiere di Brookland, noto come Little Rome ("Piccola Roma"), che contiene 60 istituzioni cattoliche, fra cui la Trinity Washington University e la Dominican House of Studies.
I programmi dell'Università Cattolica d'America spaziano dalle arti liberali, all'istruzione professionale allo sviluppo personale. L'ateneo rimane saldamente legato all Chiesa cattolica e alle sue organizzazioni. Ogni anno viene organizzato un pranzo con la presenza dei cardinali residenti negli Stati Uniti per raccogliere fondi per l'università. L'università ha una lunga storia di collaborazione con i Cavalieri di Colombo, la facoltà di giurisprudenza e la basilica sono dedicate all'interessamento e al sostegno dei Cavalieri.
L'università è stata visitata due volte da pontefici regnanti. Papa Giovanni Paolo II la visitò il 7 ottobre 1979. Il 16 aprile 2008 papa Benedetto XVI giunse al campus e pronunciò un discorso sull'educazione cattolica e sulla libertà accademica.

## Storia

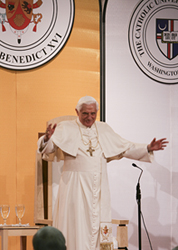
Papa Benedetto XVI rivolse un discorso al campus il 16 aprile 2008.

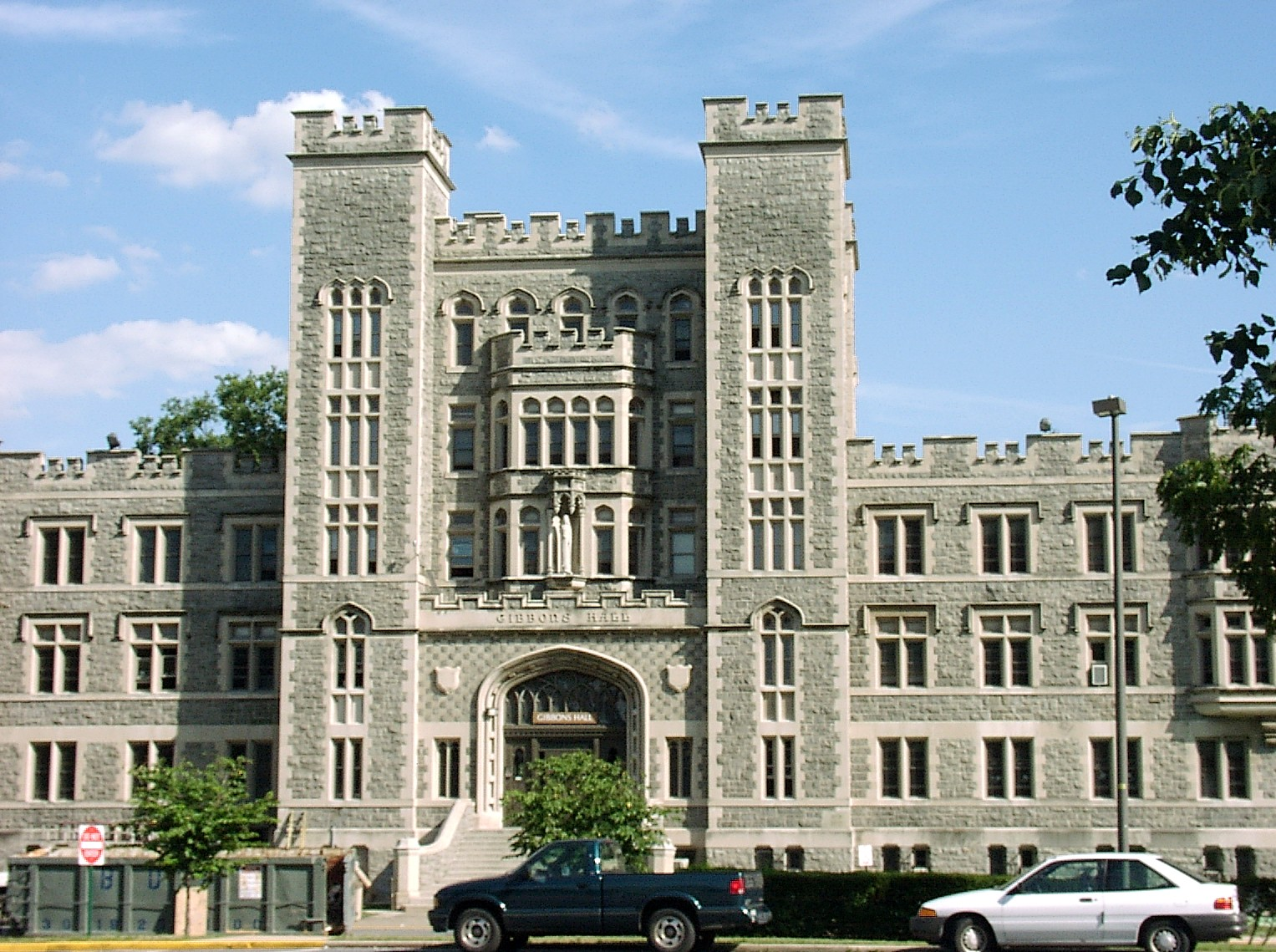
Un edificio dell'università: la Gibbons Hall (1911). È intitolato al cardinale James Gibbons.

Al secondo concilio plenario svoltosi nel 1866 a Baltimora, la Conferenza Episcopale degli Stati Uniti espresse per la prima volta l'auspicio di poter ottenere l'istituzione di un'università cattolica degli U.S.A. Al terzo concilio plenario del 26 gennaio 1865 scelsero il nome di The Catholic University of America, che doveva nascere unitamente al progetto di un Seminario Principale degli Stati Uniti dell'America Settentrionale (
Nel 1882 il vescovo John Lancaster Spalding si recò a Roma per chiedere a papa Leone XIII di sostenere il progetto e riuscì a convincere l'amica di famiglia Mary Gwendoline Caldwell a mettere a disposizione 300.000 dollari per il suo avvio. Il 10 aprile 1887, Leone XII indirizzò una lettera al cardinale James Gibbons, che autorizzava la costituzione dell'università. Il 7 marzo 1889 il Papa emanò l'enciclica Magni Nobis, dotando l'università dei suoi statuti e stabilendo la sua missione nell'istruzione del Cattolicesimo e dell'umana natura a livello di graduate.
Molti dei fondatori dell'Università Cattolica d'America condividevano sia una visione dello speciale ruolo della Chiesa negli Stati Uniti sia la convinzione che la ricerca scientifica e umanistica, illuminata dalla Fede, avrebbe rafforzato la Chiesa. Cercarono di sviluppare un'università nazionale che promuovesse la Fede in un contesto di libertà religiosa, pluralismo spirituale e rigore intellettuale.
Quando nell'autunno del 1888 incominciarono le lezioni, i corsi erano di filosofia morale e mentale, letteratura inglese, Sacra Scrittura e le varie branche della teologia. Alla fine del secondo semestre si aggiunsero lezioni di diritto canonico e i primi studenti si laurearono nel 1889. Nel 1904 fu aggiunto un programma di undergraduate, che si guadagnò rapidamente una reputazione di eccellenza.
La presenza dell'Università Cattolica d'America attrasse nella zona altri istituti cattolici, come college, ordini religiosi e organizzazioni nazionali. Fra il 1900 e il 1940, più di 50 istituti cattolici hanno affittato o posseduto un immobile a Brookland. Nel Secondo dopoguerra, l'Università Cattolica d'America ha vissuto un incremento delle iscrizioni grazie al G.I. Bill.
Al 2019, il campus ospita oltre 6 000 studenti che provengono dai 50 Stati confederati e da 130 Paesi stranieri.

## Facoltà
Nel luglio del 2009 l'Università Cattolica d'America contava 11 facoltà oltre al Metropolitan College:
- Architettura e progettazione
- Arti e Scienze
- Diritto canonico
- Ingegneria
- Giurisprudenza
- Scienze librarie e dell'informazione
- Musica
- Scienze infermieristiche
- Filosofia
- Studi professionali
- Servizio sociale
- Teologia e studi religiosi

Inoltre vi sono 21 centri di ricerca e laboratori.

### Libertà accademica
Sebbene l'università continui ad essere sotto censura da parte dell'Associazione dei professori universitari americani per violazioni della libertà accademica e per il bando di certi portavoce del campus, l'Università Cattolica d'America ha reso una dichiarazione generale della sua politica di rispetto della libertà accademica dei docenti e degli studenti. Considera la libertà accademica una "condizione fondamentale per la ricerca e la diffusione dell'informazione.".
In ogni caso, l'Università stabilisce esplicitamente che si attende che i teologi dell'Università "diano il loro assenso agli insegnamenti del magistero rispettando i vari gradi di assenso richiesti per gli insegnamenti dell'autorità." Tuttavia, l'Università Cattolica d'America non offre corsi generali di teologia, ma unicamente dottorati in teologia storica e teologia sistematica e quest'ultimo “si propone il compito di una comprensione globale e sintetica della Fede cristiana mediata attraverso le Scritture e la Tradizione cattolica e così come interpretata dal magistero conciliare e papale. Inoltre offre corsi di licenza in studi liturgici e teologia sacramentale, teologia morale/etica e teologia storica e sistematica. Per insegnare teologia all'Università Cattolica d'America, occorre ricevere la licenza di teologia cattolica dalla Santa Sede.

## Collegio dei sindaci
L'Università Cattolica d'America fu fondata dai vescovi statunitensi, che continuano ad esercitare un ruolo attraverso il Collegio dei sindaci. Dei 51 sindaci (incluso il rettore), 24 sono vescovi (di cui otto cardinali). Inoltre, vi sono una suora e due presbiteri.

## Rettori
- John Joseph Keane (1887-1896)
- Thomas James Conaty (1896-1903)
- Denis Joseph O'Connell (1903-1909)
- Thomas Joseph Shahan (1909-1927)
- James Hugh Ryan (1928-1935)
- Joseph Moran Corrigan (1936-1942)
- Patrick Joseph McCormick (1943-1953)
- Bryan Joseph McEntegart (1953-1957)
- William Joseph McDonald (1957-1967)

## Presidenti
- Clarence Cyril Walton (1969-1978)
- Edmund Pellegrino (1978-1982)
- William J. Byron (1982-1992)
- Patrick Ellis (1992-1998)
- David Michael O'Connell (1998-4 giugno 2010)
- John Hugh Garvey (dal 2010)